# Ådne Søndrål
Ådne Søndrål (n. 10 mai 1971, Comuna Notodden, Telemark, Norvegia) este un patinator de viteză ce a reprezentat Norvegia, medaliat olimpic. A participat la 4 ediții ale Jocurilor Olimpice (1992, 1994, 1998, 2002) în care a câștigat o medalie de aur, o medalie de argint și o medalie de bronz.